# Grbavica
Grbavica és un film, debut de la cineasta Jasmila Žbanić el 2006. Retrata el drama de les dones violades a Bòsnia durant la neteja ètnica orquestrada pel líder serbi Slobodan Milosevic. És un film «de petit pressupast però de gran emoció», que mostra els efectes de la guerra de Bòsnia i el context de postguerra de la ciutat. La coproducció entre Àustria, Bòsnia i Hercegovina, Alemanya i Croàcia amb el suport d'arte i ZDF va guanyar l'Os d'Or del Festival Internacional de Cinema de Berlín com a premi més destacat de tot el seu generós medaller. El títol Grbavica prové del nom del barri Grbavica a Sarajevo on habiten les protagonistes.
A la Gran Bretanya el títol del film va ser traduït com a Esma's Secret: Grbavica i als Estats units com a Grbavica: Land of My Dreams. AFrança es diu Sarajevo, mon amour, títol que fa al·lusió al clàssic Hiroshima, mon amour d'Alain Resnais de 1959.
El film mostra des del punt de vista de l'Esma, de la seva filla Sara i dels seus amics, com la vida quotidiana a la Sarajevo de la postguerra ha quedat profundament marcada per la Guerra dels Balcans dels anys 1990, on moltes dones bosnianes van ser sistemàticament violades per les tropes sèrbies.

## Argument
Descriu la tumultuosa relació entre una mare soltera, Esma,  vídua d'un soldat bosnià caigut durant la guerra de Bòsniai la seva filla de 12 anys, Sara que comparteixen un humil pis de Sarajevo al barri de Grbavica.
L'harmònica relació entre mare i filla es veu de cop pertorbada per culpa del viatge d'escola de la Sara. La mare, per poder-li pagar, s'havia posat a treballar de cambrera en un club nocturn. Això no obstant, quan l'escola anuncia que per als fills d'herois de guerra el viatge serà subvencionat, la Sara exigeix a la seva mare el certificat que l'acredita com a tal. L'evasiva de l'Esma li assegura aleshores que és filla d'un heroi de guerra, però que no disposa del certificat oficial perquè el cadàver del seu pare no va ser mai trobat.
La insistent Sara no es dona per satisfeta amb la vaga resposta i l'Esma es veu obligada a prometre-li d'obtenir el certificat quan, en realitat, el que ocultament intenta és obtenir els diners mitjançant préstecs d'amics. Els seus esforços per ocultar la veritat són, això no obstant, en va quan l'exhausta Sara s'adona que la llista de l'escola no la inclou com a filla d'heroi de guerra.
Juntament amb en Samir, un altre adolescent amb el pare assassinat per un txètnic, la Sara comença a investigar els secrets del passat de la guerra i, cada cop més confusa, s'acaba confrontant violentament amb la seva mare, que no disposa de més forces per a continuar a ocultar-li que ella és de fet producte de la violació per part d'un txètnic.
L'Esma posa d'aquesta manera fi a la seva solitària lluita interior que l'havia mantingut sempre confrontada entre la repulsió per la violació i l'amor per la seva filla. A partir d'ara, ambdues hauran d'aprendre a conviure amb la dura veritat.

## Repartiment
- Mirjana Karanović - Esma
- Luna Mijović - Sara
- Leon Lučev - Pelda
- Kenan Čatić - Samir
- Jasna Ornela Berry - Sabina
- Dejan Aćimović - Čenga
- Bogdan Diklić - Šaran
- Emir Hadžihafizbegović - Puška
- Ermin Bravo - Professor Muha
- Semka Sokolović-Bertok – Mare de Pelda
- Maike Höhne - Jabolka
- Jasna Žalica - Plema
- Nada Džurevska – Tia de Safija
- Emina (Minka) Muftić - Vasvija
- Dunja Pašić - Mila

## Premis i nominacions

### Premis
- Os d'Or del Festival Internacional de Cinema de Berlín, 2006[1]
- Premi del jurat ecumènic - Festival Internacional de Cinema de Berlín, 2006
- Premi KOSMORAMA – Millor pel·lícula[8]
- Festival de Cinema de Reykjavík – Millor pel·lícula[9]
- Festival de Cinema Europeu de Brussel·les - Premi TV Canvas per a la millor pel·lícula i premi a la millor actriu (per Mirjana Karanović)[10]
- Festival de Cinema d'Ourense – Premi a la millor actriu (per Mirjana Karanović)[11]
- Festival Internacional de Cinema de Portland – Premi de l'audiència
- Festival de Cinema de Tessalònica – Premi Dona i igualtat

### Nominacions
- Premis Oscar – Millor pel·lícula de parla no anglesa
- Festival de Cinema de Sundance – Gran Premi del Jurat
- Premis del Cinema Europeu – Millor pel·lícula i millor actriu